# Кауконен, Лаури
Лаури Кауконен (3 марта 1902, Рантасалми, Великое княжество Финляндское — 8 января 1975, Хельсинки, Финляндия) — предприниматель, преподаватель и писатель.
Он был членом исполнительной команды и административным генеральным директором Valio, лидера рынка молочных продуктов в Финляндии.
Лаури Кауконен был женат на Эльзе Кауконен (урожденной Юкканен), которая родилась 30 сентября 1915 года в Териоки и скончалась 20 июля 2008 года в Хельсинки. Преданный филантроп, Эльза Кауконен собирала анекдоты и исторические рассказы о Карельском перешейке и регионе Териоки, внося исторические документы в финские университеты. Она также активно участвовала в различных благотворительных мероприятиях.
Кауконен учился в Хельсинкской школе экономики, где получил степень бакалавра в 1927 году и степень магистра в 1933 году по экономике. В 1920-х и 1930-х годах получение степени магистра было редкостью, так как требовало значительного объема самостоятельных исследований.
Кауконен начал свою карьеру в компании Hanke Limited в Выборге, который был вторым по величине городом в Финляндии после Хельсинки. Выборг процветал в культурном, коммерческом и промышленном отношении. Затем он перешел в отдел морского страхования страховой компании Pohjola в Хельсинки, прежде чем присоединиться к Финской трансокеанской торговой компании в 1927 году.
В 1928 году Кауконен начал свою карьеру в качестве преподавателя бизнеса в Морском колледже Раумы. В 1930 году он переехал в Терийоки и присоединился к Торговому колледжу Терийоки в качестве преподавателя. Он также стал членом правления Ассоциации торговцев Раясеуту.
В 1932 году Кауконен вернулся в Выборг. Кауконен работал актуарием Выборгского городского совета. С 1934 по 1940 год он был членом правления и секретарем комитетов по социальным вопросам, распределению, гражданской защите и экономике города. Он также был председателем Ассоциации клерков Выборга с 1934 по 1940 год и членом правления Ассоциации муниципальных служащих Выборга с 1935 по 1941 год. Кроме того, Кауконен преподавал коммерческие дисциплины в Выборгском колледже.
Во время Советско-финляндской войны и до потери Выборга в 1940 году Кауконен работал членом правления Комитета общественного благосостояния в Выборге. После того, как его семья стала беженцами, он служил руководителем офиса Государственного комитета по подаркам при Министерстве финансов с 1940 по 1941 год. Впоследствии он работал заместителем директора налогового управления провинции Уусимаа с 1941 по 1946 год.
В 1946 году Кауконен был избран директором Страховой компании взаимного страхования молочной промышленности и Пенсионного фонда специалистов по молочной промышленности. В качестве директора Пенсионного фонда специалистов по молочной промышленности он реформировал пенсионную систему для работников этой отрасли. Позже он стал членом правления обеих компаний. Сегодня эти компании известны как Valion keskinäinen vakuutusyhtiö и Valion Eläkekassa.
Кауконен был преподавателем в Хельсинкском бизнес-колледже с 1940 по 1948 год. Он также был членом правления Ассоциации бизнес-наук с 1945 по 1950 год.
Кауконен присоединился к Valio, лидеру рынка молочных продуктов в Финляндии, в качестве руководителя в 1951 году и стал членом исполнительной команды в 1956 году. Сотрудник Valio Арттури Илмари Виртанен получил Нобелевскую премию по химии.
В 1956 году Valio начала экспортировать сыр, масло и другие молочные продукты в Советский Союз. Сыр Viola от Valio быстро стал очень популярным продуктом на советском рынке, так как потребители предпочитали продукцию западного качества. В результате советский рынок стал одним из крупнейших экспортных рынков для Valio.
Во время пребывания Кауконена в компании Valio основными экспортными рынками были Великобритания, Западная Германия и Италия. В 1962 году в Северной Англии и Шотландии был запущен продукт Midnight Sun, который за пять лет стал ведущим маслом в регионе. К началу 1970-х годов впечатляющие 95% финского экспортного масла предназначались для Великобритании; однако это резко прекратилось, когда Великобритания присоединилась к ЕЭС в 1973 году.
Кауконен также был членом правления Общества Пеллерво, которое представляет кооперативы Финляндии.
Кауконен обновил пенсионную систему для специалистов молочной промышленности в Финляндии. Он также усовершенствовал методы бухгалтерского учета, калькуляции затрат, управления и аудита в кооперативах. Кроме того, он написал множество статей по экономике, истории бизнеса и бизнес-вычислениям для ведущих финских газет, журналов и конгрессных изданий. Кауконен читал лекции в Хельсинкской школе экономики и Хельсинкском бизнес-колледже, а также является автором нескольких книг по бизнесу.
Кауконен также был основателем и первым председателем Коммерческого клуба Общества Пеллерво (Pellervon liiketaloudellinen kerho). Он занимал должность председателя компании Pakastamo Limited. Кроме того, Кауконен занимал руководящие должности в нескольких компаниях и работал аудитором, включая членство в советах MVK и ME. Он также был членом Общества молочной науки и Финского статистического общества.
В 1962 году Кауконен был удостоен звания рыцаря Ордена Белой розы Финляндии президентом Финляндии Урхо Кекконеном. Награды Ордена вручаются гражданам, отличившимся в служении Финляндии.
В 1967 году Кауконен получил почетное звание канцлианевоса в знак признания его достижений и преданности кооперативам Финляндии от президента Урхо Кекконена. Это звание занимает шестое место в иерархии протокола Финляндии и обычно присуждается выдающимся профессорам. Штатные профессора занимают седьмое место.
Кауконен имел пятерых детей. Его сын, Перти Кауконен, служил послом Финляндии в Кувейте, Бахрейне, Катаре и Объединенных Арабских Эмиратах.